# Gerald Calabrese
Gerald A. "Gerry" Calabrese (Hoboken, Nueva Jersey, 4 de febrero de 1925-Cliffside Park, Nueva Jersey, 13 de abril de 2015) fue un baloncestista y político del Partido Demócrata estadounidense que jugó durante dos temporadas en la NBA, además de hacerlo en la ABL. Con 1,85 metros de estatura, jugaba en la posición de base. Fue alcalde de Cliffside Park, su localidad natal.

## Trayectoria deportiva

### Universidad
Jugó durante cuatro temporadas con los Red Storm de la Universidad St. John's, en las que promedió 7,2  puntos por partido.

### Profesional
Fue elegido en la vigésimo segunda posición del Draft de la NBA de 1950 por Syracuse Nationals, y aunque empezó jugando cuatro partidos en los Utica Pros de la ABL en los que promedió 13,8 puntos, pronto se unió al equipo neoyorquino. Jugó dos temporadas con los Nats, siendo la más destacada la segunda, la 1951-52, en la que promedió 5,0 puntos, 1,4 rebotes y 1,4 asistencias por partido. Tras no ser renovado, jugó una temporada más con los Wilkes-Barre Barons de la ABL antes de retirarse definitivamente.

## Estadísticas de su carrera en la NBA

### Temporada regular
| Temporada | Edad | Equipo             | Liga | P   | TIT | MIN  | TC  | TCA | %TC  | 3P | 3PA | %3P | TL  | TLA | %TL  | R.OF. | R.DEF. | REB | ASIS | ROB | TAP | PER | FP  | PTS |
| 1950-51   | 25   | Syracuse Nationals | NBA  | 46  |     |      | 1.5 | 4.3 | .355 |    |     |     | 1.3 | 1.9 | .693 |       |        | 1.4 | 1.4  |     |     |     | 1.7 | 4.4 |
| 1951-52   | 26   | Syracuse Nationals | NBA  | 58  |     | 16.2 | 1.9 | 5.5 | .344 |    |     |     | 1.3 | 1.8 | .709 |       |        | 1.4 | 1.4  |     |     |     | 1.8 | 5.0 |
| Total     |      |                    | NBA  | 104 |     | 16.2 | 1.7 | 4.9 | .348 |    |     |     | 1.3 | 1.8 | .702 |       |        | 1.4 | 1.4  |     |     |     | 1.8 | 4.7 |

### Playoffs
| Temporada | Edad | Equipo             | Liga | P | MIN | TCA | TC | 3PA | 3P | TLA | TL | R.OF. | REB | ASIS | ROB | TAP | PER | FP | PTS | %TC  | %3P | %FT   | MIN | PTS | REB | AST |
| 1951-52   | 26   | Syracuse Nationals | NBA  | 6 | 53  | 10  | 24 |     |    | 4   | 4  |       | 8   | 4    |     |     |     | 18 | 24  | .417 |     | 1.000 | 8.8 | 4.0 | 1.3 | 0.7 |
| Total     |      |                    | NBA  | 6 | 53  | 10  | 24 |     |    | 4   | 4  |       | 8   | 4    |     |     |     | 18 | 24  | .417 |     | 1.000 | 8.8 | 4.0 | 1.3 | 0.7 |

## Alcalde de Cliffside Park
Poco después de retirarse del baloncesto, regresó a su ciudad natal, Cliffside Park, donde en 1955 comenzaría su carrera política, siendo elegido alcalde en 1959, cargo que ejerció durante más de 50 años, siendo el más longevo de todo el estado de Nueva Jersey.